# Kto jest zabójcą?
Kto jest zabójcą? (tyt. oryg. Kush është vrasësi) – albański film fabularny z roku 1989 w reżyserii Marka Topallaja, na motywach powieści E fshehta e paketes porti Stavri Madhiego.

## Fabuła
Film poświęcony bohaterstwu funkcjonariuszy Sigurimi, którzy pod dowództwem Gjergjego przeprowadzają akcję mającą na celu likwidację grupy sabotażystów, kierowanych przez Thimi Dino.
Zdjęcia do filmu kręcono w Tiranie.

## Obsada
- Shkëlqim Basha jako Gjergji
- Gjergj Topallaj jako Thimi Dino
- Liri Lushi jako Zana
- Ferdinand Radi jako agent
- Viktor Gjoka jako Qazo
- Marta Burda jako żona Qazo
- Xhemil Tagani jako Lytfi Zhurba
- Gjergji Gjika
- Sotiraq Çili
- Bilbil Kasmi
- Bardhyl Lika
- Gjergji Prenga
- Karafil Sheno
- Stavri Shkurti
- Naim Teqia
- Fotaq Xheka